# Peitav-Synagoge

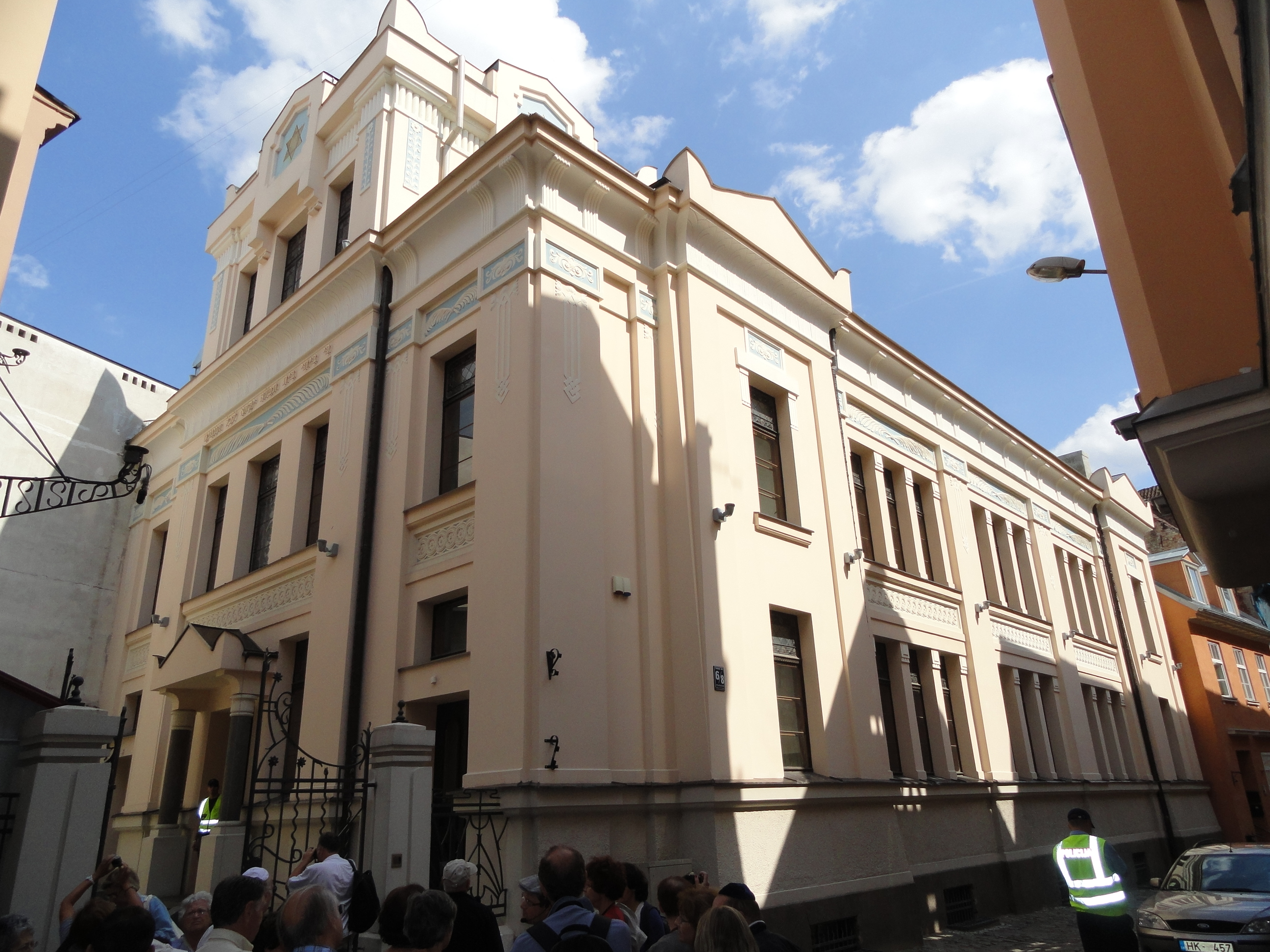
Peitav-Synagoge in Riga

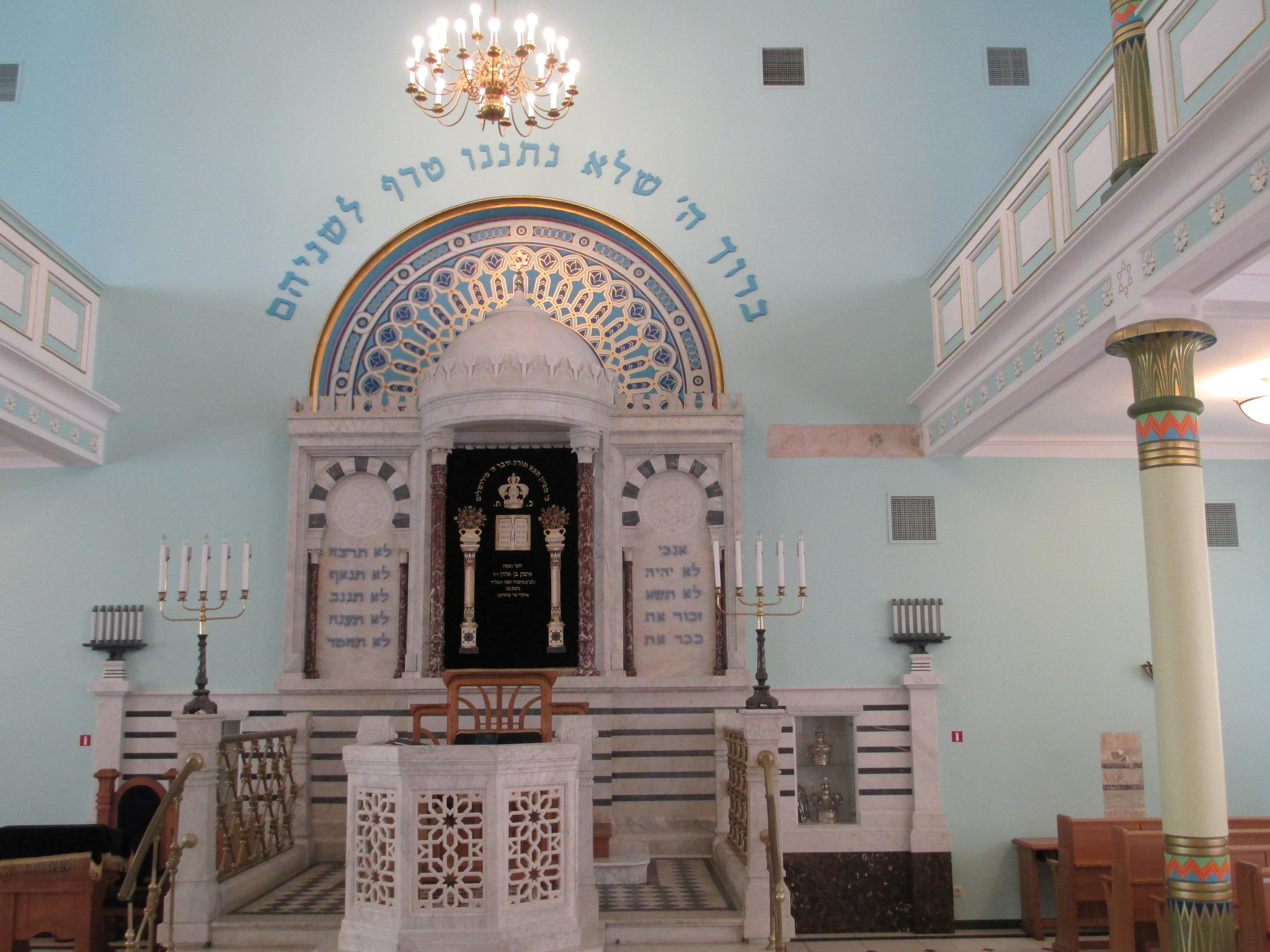
Innenansicht mit Bima, Toraschrein und Parochet (2013). Aufschrift: Gelobt sei Gott, der uns den Feinden nicht zur Beute gegeben hat.

Die Peitav-Synagoge in Riga, der Hauptstadt von Lettland, wurde 1903 bis 1905 errichtet. Die Synagoge in der Peitaustraße (heute Peitavas iela) ist ein geschütztes Baudenkmal.
Durch den Überfall auf die Sowjetunion vom 22. Juni 1941 kam das gesamte Gebiet Lettlands bis zum 8. Juli 1941 in den Machtbereich des nationalsozialistischen Deutschlands. Damit begann die Vernichtung fast der kompletten dort ansässigen jüdischen Bevölkerung.
Das Jugendstilgebäude mit neuägyptischen Elementen wurde nach Plänen des Architekten Wilhelm Neumann erbaut. Sie ist die einzige Synagoge in Riga, die nicht während des Zweiten Weltkriegs zerstört wurde. Sie wurde nicht in Brand gesteckt wie die anderen Synagogen in Riga, da die Nachbargebäude dadurch gefährdet gewesen wären. 